# Édit perpétuel de 1577

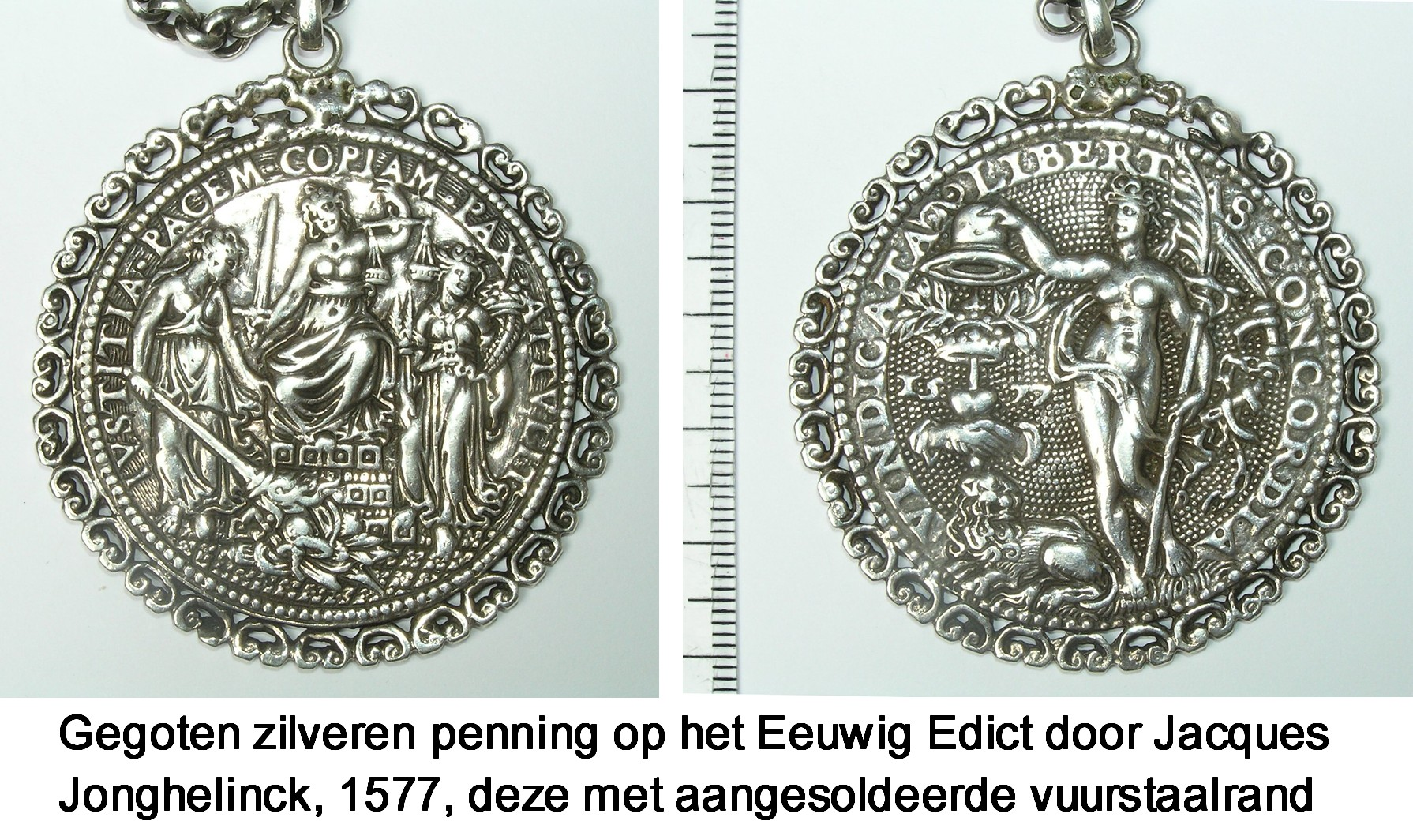
Pièce de monnaie en argent figurant l'Édit perpétuel de 1577 de Jacques Jonghelinck

Pour les articles homonymes, voir Édit perpétuel (homonymie).
L'édit perpétuel, signé le 12 février 1577, également connu comme traité de Marche-en-Famenne, est un accord entre don Juan d'Autriche, gouverneur général des Pays-Bas, et les États généraux des Pays-Bas, les Dix-Sept Provinces alors sous la souveraineté de Philippe II, aussi roi d'Espagne. 
C'est un épisode de l'insurrection d'une partie des provinces contre Philippe II (a posteriori appelée guerre de Quatre-Vingts Ans, 1568-1648), qui survient à la suite du sac d'Anvers (7 novembre 1576) et de la pacification de Gand (8 novembre).

## Contexte
Don Juan, arrivé récemment aux Pays-Bas, précisément à Luxembourg le 4 novembre 1576, se trouve confronté à une situation politique difficile. 
Le 7 novembre, les troupes espagnoles non payées, rançonnant des villes depuis plusieurs mois, mettent la ville d'Anvers à sac, provoquant 8 000 morts. 
À Bruxelles, le pouvoir est, depuis la mort (le 5 mars) du précédent gouverneur général, Luis de Requesens, aux mains du Conseil d'État et des États généraux, organismes plutôt favorables à la monarchie, mais le sac d'Anvers occasionne un rapprochement avec les insurgés des provinces du nord, dirigés par Guillaume d'Orange (notamment les provinces de Hollande et de Zélande). La quasi-totalité des provinces s'accordent sur le texte de la « pacification de Gand », dont l'objectif premier est de faire partir les soldats étrangers au service de l'Espagne. 
Pour les États généraux, il n'est pas question d'accueillir sans condition don Juan à Bruxelles. 

## Les pourparlers
Des négociations sont donc engagées avec lui. Elles ont lieu dans la ville de Marche-en-Famenne, située entre Luxembourg et Namur.
Les signatures sont apposées le 12 février.

## Contenu
Les parties reconnaissent le contenu de la pacification de Gand, et s'engagent très précisément sur les points suivants :
- Les provinces reconnaissent Philippe II comme leur roi et don Juan d'Autriche comme gouverneur général ;
- la religion catholique sera respectée par les provinces rebelles ;
- les troupes espagnoles formées de soldats étrangers[1] (Espagnols, Italiens, Allemands et Franc-Comtois) doivent quitter le pays dans les vingt jours suivant la ratification de l'édit par Philippe II ;
- les parties signataires renoncent à toute alliance contraire à l'édit ;
- l'amnistie générale est proclamée.

## Suites
Le départ des troupes étrangères est effectué pour la plus grande part.
Parti de Marche-en-Famenne le 23 février, Don Juan fait sa « Joyeuse Entrée » à Namur, où il séjourne un moment, à Louvain (3 mars) et surtout à Bruxelles, lieu de résidence des gouverneurs généraux. 
Mais les autres clauses (politiques et religieuses) n'ont pas pu être appliquées, et les hostilités ont repris dès l'été 1577. Don Juan se replie sur Namur en attendant de nouvelles troupes, profitant du soutien du duché de Luxembourg à Philippe II. Les renforts arriveront à la fin de l'année sous le commandement d'Alexandre Farnèse.
Les États généraux profitent du départ de don Juan de Bruxelles pour faire venir celui qu'ils souhaiteraient voir à sa place, Matthias de Habsbourg, frère de l'empereur Rodolphe II, qui avait épousé Marie d'Autriche, fille de Charles Quint.